# 葛野大路通
葛野大路通（かどのおおじどおり）は、京都府京都市の主要な南北の通りの一つ。

## 概要
平安京西辺近辺を南北に貫く通りであるが、平安京の西辺を画する西京極大路からは一筋東側の無差小路（むさのこうじ）にほぼ相当する。通りの名称は、この地が古代の律令制における山城国葛野郡葛野郷にあたることによるとされる。
北側は暫定的に新二条通（太子道）までが開通しており、以南で御池通・三条通・四条通・五条通・七条通・八条通・九条通・久世橋通・祥久橋・津知橋通等と交差する。
北側は丸太町通（新丸太町通）までの延長が計画されている。長らく四条通が北端だったが、1993年（平成5年）9月16日に御池通 - 新二条通（太子道）間が、2004年（平成16年）4月5日に四条通 - 三条通間、2005年（平成17年）3月19日に三条通 - 御池通間が順次開通し、現在は新二条通が北端となっている。西側に並行する天神川通（国道162号）のバイパス道路としての役割も担っている。葛野大路御池交差点は京都市営地下鉄東西線太秦天神川駅至近となり、右京区総合庁舎も駅の真上に新しく移転した。
南側は久我橋東詰の津知橋通まで開通している。長らく国道171号の久世橋東詰の石原交差点を越えた先の市道向日町上鳥羽線の部分開通地点（第二久世橋の東詰予定地点）までとなっていたが、接続する都市計画道路の整備とともに南へ延伸された。市道向日町上鳥羽線（祥久橋東詰）と交差ののち、名神高速の手前で北行と南行のルートが上鳥羽塔ノ森公園をはさむ形で分かれ、南行が新城南宮道と交差したのちにそれぞれ津知橋通（久我橋東詰）と交差して終点となっており、京都市内西部と久世・久我・向日方面を結ぶバイパス道路の役割を担っている。

## 沿道の主な施設
- 妙心寺（妙心寺前）
- 京都ファミリー
  - イオン京都西店
- 京都外国語大学
- 京都光華女子大学
- 京都学園大学
- サンサ右京（右京区総合庁舎）

## 交差する道路など
- 開通済みである太子道以南の区間について記す。
- 交差する道路などの特記がないものは市道。

| 交差する道路など 西←<葛野大路通>→東         | 交差する道路など 西←<葛野大路通>→東 | 交差する場所   | 交差する場所 | 路線番号  |                      |
| ------------------------------------------- | ----------------------------------- | -------------- | ------------ | --------- | -------------------- |
| 市道187号鹿ヶ谷嵐山線<丸太町通>まで延伸予定 |                                     |                |              |           |                      |
| <新二条通>                                  | <新二条通>                          | 右京区         |              |           | 北↑ ∧葛野大路通∨ ↓南 |
| <太子道>                                    | <太子道>                            | 右京区         |              | -         | 北↑ ∧葛野大路通∨ ↓南 |
| <御池通>                                    |                                     | 右京区         |              | -         | 北↑ ∧葛野大路通∨ ↓南 |
| 府道112号二条停車場嵐山線 <三条通>          | 府道112号二条停車場嵐山線 <三条通>  | 右京区         | 葛野大路三条 | -         | 北↑ ∧葛野大路通∨ ↓南 |
| 市道186号嵐山祇園線 <四条通>                | 市道186号嵐山祇園線 <四条通>        | 右京区         | 葛野大路四条 | -         | 北↑ ∧葛野大路通∨ ↓南 |
| <高辻通>                                    | <高辻通>                            | 右京区         | 高辻葛野大路 | -         | 北↑ ∧葛野大路通∨ ↓南 |
| 国道9号 <五条通>                            | 国道9号 <五条通>                    | 右京区         | 五条葛野大路 | -         | 北↑ ∧葛野大路通∨ ↓南 |
| <花屋町通>                                  | <花屋町通>                          | 右京区         | 葛野花屋町   | -         | 北↑ ∧葛野大路通∨ ↓南 |
| 府道113号梅津東山七条線 <七条通>            | 府道113号梅津東山七条線 <七条通>    | 右京区         | 葛野七条     | -         | 北↑ ∧葛野大路通∨ ↓南 |
| 府道142号沓掛西大路五条線 <八条通>          | 府道142号沓掛西大路五条線 <八条通>  | 右京区         | 葛野大路八条 | 市道184号 | 北↑ ∧葛野大路通∨ ↓南 |
| 府道142号沓掛西大路五条線 <八条通>          | 府道142号沓掛西大路五条線 <八条通>  | 南区           | 葛野大路八条 | 市道184号 | 北↑ ∧葛野大路通∨ ↓南 |
| -                                           | 国道171号 [九条通>                  | 葛野大路九条   | 国道171号    |           | 北↑ ∧葛野大路通∨ ↓南 |
| <西国街道>                                  | <西国街道>                          | 吉祥院西ノ茶屋 | 国道171号    |           | 北↑ ∧葛野大路通∨ ↓南 |
| <祥鳥橋通>                                  | <祥鳥橋通>                          | 運動公園前     | 国道171号    |           | 北↑ ∧葛野大路通∨ ↓南 |
| 国道171号 <久世橋通>                        | <久世橋通>                          | 石原           | 国道171号    |           | 北↑ ∧葛野大路通∨ ↓南 |
| 府道201号中山稲荷線                         | 府道201号中山稲荷線                 |                | -            |           | 北↑ ∧葛野大路通∨ ↓南 |
| 市道向日町上鳥羽線                          |                                     |                | -            |           | 北↑ ∧葛野大路通∨ ↓南 |
| 北行き                                      | 南行き                              |                | -            |           | 北↑ ∧葛野大路通∨ ↓南 |
| 名神高速道路                                |                                     |                | -            |           | 北↑ ∧葛野大路通∨ ↓南 |
| -                                           | [新城南宮道>                        |                | -            |           | 北↑ ∧葛野大路通∨ ↓南 |
| 府道202号伏見向日線 <津知橋通>              | 府道202号伏見向日線 <津知橋通>      |                | -            |           | 北↑ ∧葛野大路通∨ ↓南 |